# Metareva endoscota
Metareva endoscota är en fjärilsart som beskrevs av George Francis Hampson 1909. Metareva endoscota ingår i släktet Metareva och familjen björnspinnare. Inga underarter finns listade i Catalogue of Life.